# Първа чеченска война
Първата чеченска война представлява военен конфликт между Руската федерация и Чеченската република Ичкерия от декември 1994 до август 1996 г. Конфликтът се води в Чечения и няколко населени пункта в съседни региони на Северен Кавказ с цел да се удържи Чечения в състава на Руската федерация. Най-често се нарича в медиите „Първа чеченска война“, макар официалното определение на властите да е „мерки по поддръжката на конституционния ред“. Конфликтът и предшестващите го действия се характеризира с голям брой жертви сред цивилното население, военните и правоохранителните органи, масов геноцид на руските жители в Чечения, както и на граждани от други националности.
Въпреки определени военни успехи на военните и МВД (Министерството на вътрешните работи) на Русия, този конфликт става повод за изтегляне на руските сили от Чечня, масови разрушения и жертви от двете страни, довело до независимост на Чечня и вълна на терор, разпростряла се в цяла Русия.

## Предистория на конфликта
Още през септември 1991 г. хората на Джохар Дудаев на практика разпръсват местния върховен съвет. Руслан Хасбулатов след това изпраща телеграма със следния текст. „С удоволствие узнах за оставката на Висшия съвет на републиката“. След разпада на СССР Джохар Дудаев обявява излизането на Чечня от състава на руските републики и провъзгласява създаването на Чеченска република Ичкерия.
Даже след като Дудаев прекратява плащането на данъците в общия бюджет и забранява на сътрудниците на руските специални служби да посещават републиката, Русия продължава да прехвърля пари в бюджета на републиката. През 1993 г. например за Калининградска област са заделени 140 милиона рубли, а за Чечня – 10,5 милиарда рубли.
До 1994 г. продължава да се доставя за Чечня руски нефт. Дудаев не плаща за него, а го препродава в чужбина. Също така за армията на Дудаев останали много оръжия:
- 2 пускови ракетни установки на сухопътните войски
- 42 танка
- 34 БМП
- 14 БТР
- 260 самолета
- 57 хиляди единици стрелково оръжие и др.

От лятото на 1994 г. се развиват военни действия между верни на Дудаев армейски части и силите на Опозиционния временен съвет. На 26 ноември опозиционерите безуспешно се опитват да щурмуват сградата на парламента. В плен на привържениците на Дудаев попадат редица руски военнослужещи, сражавали се на страната на опозицията по силата на договор с Федералната служба по контраразузнаване.

## Хронология

### 1994 година
- 11 декември – подразделенията на МВД и отбраната навлизат в Чечня на основание на указ на президента Борис Елцин „Мерки за пресичане на дейността на незаконни военни формирования на територията на Чеченската република в зоната на осетино-ингушетския конфликт.“
- 31 декември 1994 – февруари 1995 – Битка за Грозни

### 1995 година
- 10 март – началото на битката за Бамут
- 5 март – бойни действия в село Самашки; загубите на руската страна са 13 – 16 загинали и 50 – 52 ранени. Особено обезпокоително за правозащитните органи е прочистването на селото след бойните действия, в резултат на което загиват около 100 мирни жители.
- 10 април – федералните сили с минимални загуби завземат Ачхой Мартан.
- 15 – 17 април – бузуспешен опит за щурмуване на Бамут
- 3 юни – федералните сили влизат във Ведено
- 12 юни – федералните сили овладяват населените пунктове Шатой и Ножай Юрт
- 14 – 17 юни – терористичен акт в Будьоновск
- 14 декември – бойците на Руслан Гелаев завземат Урус Мартан, но после отстъпват
- 15 декември – бойците на Салман Радуев завземат Гудермес, но после отстъпват

### 1996 година
- Рейд на Кизляр (Салман Радуев)
- 16 април – бойни действия при Яръшмардъ
- 21 април – Джохар Дудаев загива при ракетен удар в района на село Гехи-Чу на 30 км от Грозни
- 22 май превземане на Бамут
- 6 август – операция „Джихад“, в хода на която чеченските бойци възстановяват контрола върху Грозни. Федералните сили в Гудермес и Аргун също са блокирани от чеченските бойци.
- 14 август – преговори за прекратяване на огъня
- 31 август – сключват се Хасавюртските споразумения, подписани от Аслан Масхадов и Александър Лебед, разглеждани като предателски от много защитници на целостта на Русия. Започва изтегляне на руските федерални сили от Чечня.